# 德鲁日内 (扎波罗热区)
47°49′33″N 35°35′30″E / 47.82583°N 35.59167°E
德魯日內（烏克蘭語：Дружне）是位於烏克蘭東南部的村莊，由扎波羅熱州扎波羅熱区的科梅舒瓦哈市鎮負責管轄。該村面積0.53平方公里，海拔高度132米，2001年人口22，人口密度每平方公里41.5人。